# Hydroptila metteei
Hydroptila metteei är en nattsländeart som beskrevs av Harris 1991. Hydroptila metteei ingår i släktet Hydroptila och familjen smånattsländor. Inga underarter finns listade i Catalogue of Life.